# Ironodes geminatus
Ironodes geminatus är en dagsländeart som först beskrevs av Eaton 1885.  Ironodes geminatus ingår i släktet Ironodes och familjen forsdagsländor. Inga underarter finns listade i Catalogue of Life.